# هوب سولو
هوب سولو (بالإنجليزية: Hope Solo)‏: حارسة المنتخب الأمريكي لكرة القدم للسيدات. وهي تلعب للمنتخب الأمريكي منذ سنة 2000.

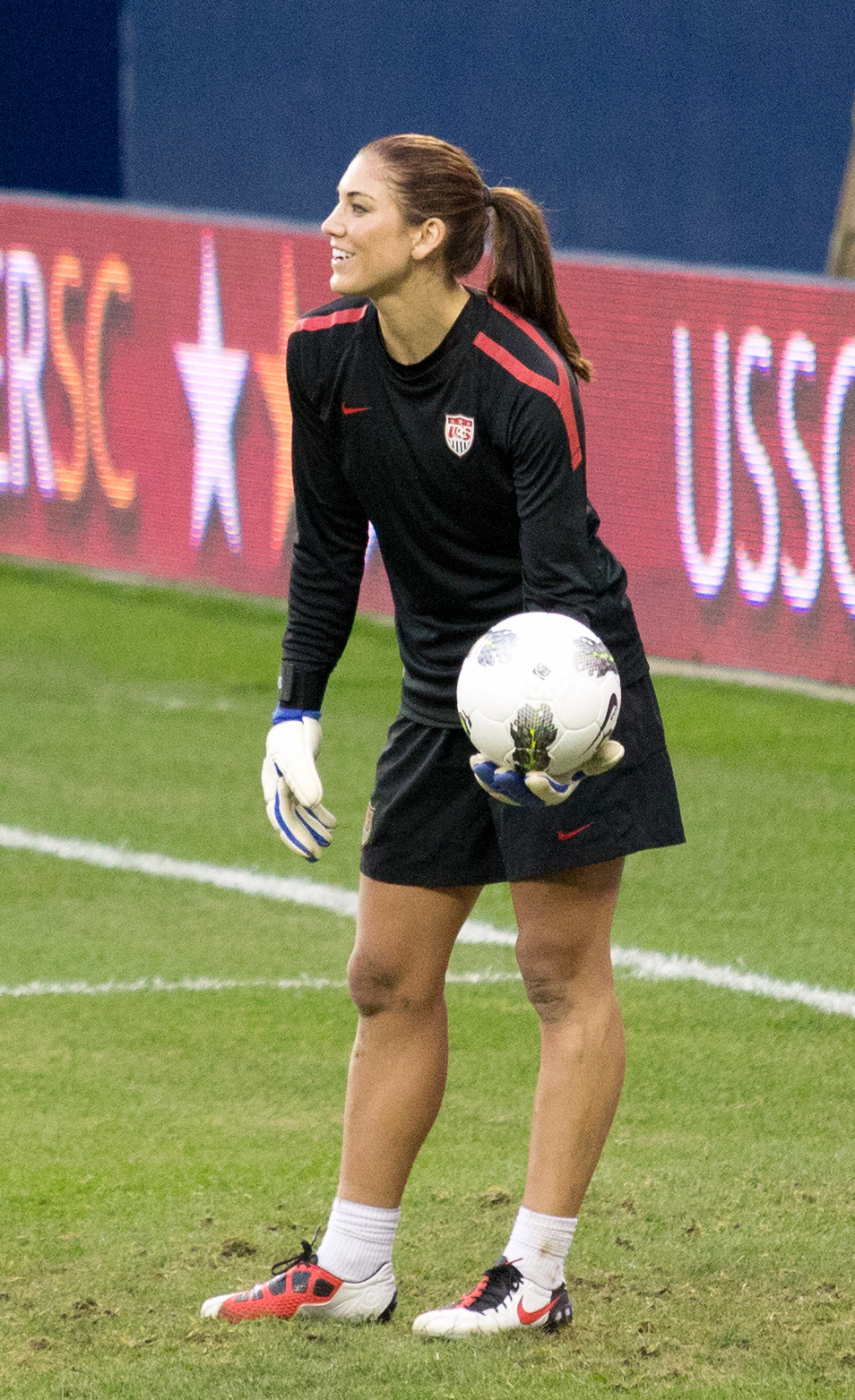
هوب سولو مع المنتخب الأمريكي في مباراة ضد سيدات كندا

## الحياة الخاصة
ولدت هوب سولو في مدينة ريتشلاند، واشنطن بتاريخ 30 تموز 1981. ووالدها جيفري من أصل إيطالي هو الذي علمها لعب كرة القدم ولكن بعد انفصال والديها عاشت هوب سولو مع والدتها عندما كان عمرها ست سنوات. ولكن على الرغم من ذلك كانت علاقتها بوالدها قوية جداً حتى وفاته المفاجئة سنة 2007.

## بدايات اللعب والمهنة
لعبت سولو بموقع الهجوم وسجلت 109 أهداف مع فريق مدرستها لتقود فريقها للفوز بثلاثة بطولات. وبعدها أنتقلت للعب كحارسة مرمى لفريق جامعة ولاية واشنطن. وأختيرت أفضل حارسة مرمى في مجموعة فريق جامعتها وأربع مرات كأفضل حارسة مرمى لجامعات الولايات المتحدة الأمريكية.

## اللعب مع الاندية
انتقلت هوب سولو للعب كحارسة مرمى للفرق المحترفة بكرة القدم ولعبت لفريق فيلاديلفيا جارجر وبعدها انتقلت للعب بالدوري السويدي. وبعدها الدوري الفرنسي.

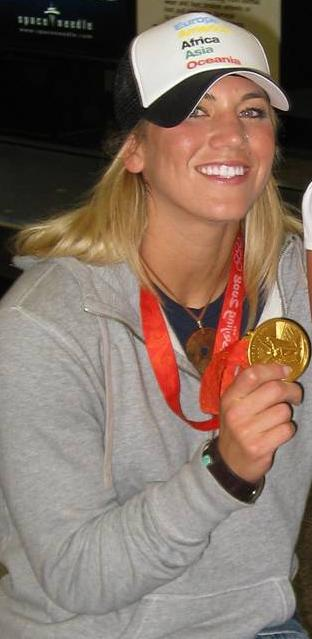
هوب سولو مع الميدالية الذهبية من ألعاب الأولمبياد الصيفية سنة 2008

## المسيرة الدولية

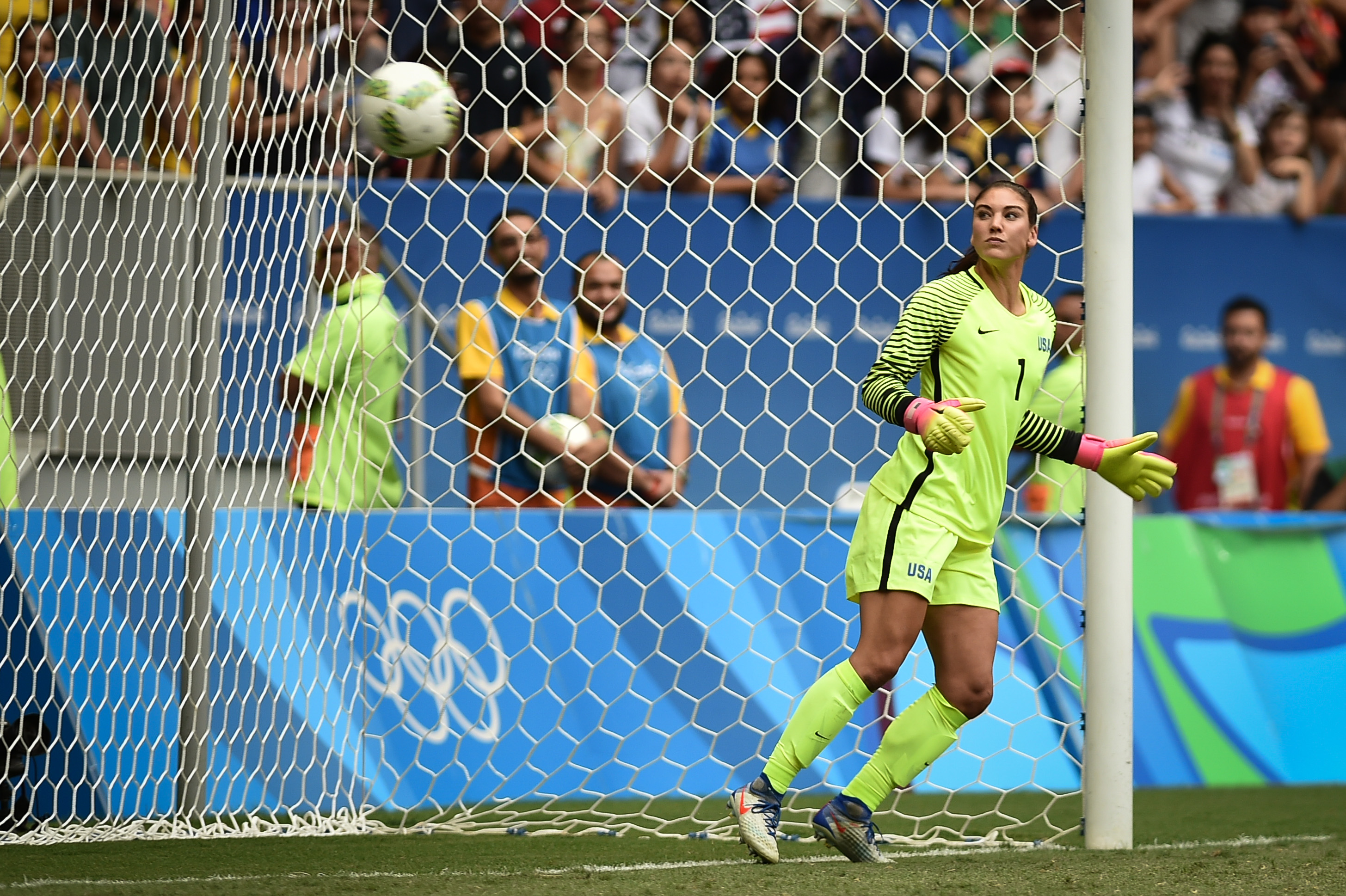
هوب سولو في مباراة الولايات المتحدة ضد السويد - كرة القدم للسيدات

ظهرت هوب سولو في أول مباراة دولية لها مع منتخب الولايات المتحدة الأمريكية للسيدات سنة 2000 وفاز الفريق وقته بنتيجة كبيرة جدا 8-0 مقابل منتخب آيسلندا. وبعدها لعبت هوب سولو مع المنتخب الأولمبي الأمريكي في أولمبياد أثينا الصيفية سنة 2004. وبعدها لعبت وحصلت على رقم قياسي لحارسات المرمى حيث صمت شباكها خالية بدون أهذاف لمدة 1054 دقيقة في كأس العالم لكرة القدم للسيدات التي انها فريق الولايات المتحدة الأمريكية للسيدات ثانيا بعد لخسارة بضربات الجزاء للمنتخب الياباني للسيدات.

### كأس العالم للسيدات 2007
حصلت هوب سولو مع فريق الولايات المتحدة الأمريكية لكرة القدم للسيدات على المركز الثالث.

### ألعاب الأولمبياد الصيفية سنة 2008
حصلت هوب سولو مع منتخب سيدات أمريكا الأولمبي على الميدالية الذهبية في ألعاب الأولمبياد الصيفية سنة 2008 بمسابقة كرة القدم للسيدات بعد الفوز في المباراة النهائية على المنتخب البرازيلي بنتيجة 1-0 حيث أن المنتخب البرازيلي كان فريقاً لا يستهان به. ولكن فريق الولايات المتحدة الأمريكية
حصل على الفوز والميدالية الذهبية.

### كأس العالم للسيدات 2011
بعد مسيرة كبيرة مع المنتخب حصلت سيدات الولايات المتحدة للسيدات على المركز الثاني بعد الخسارة بضربات الجزاء مع منتخب سيدات اليابان. وفي هذه البطولة حصلت على لقب أفضل حارسة مرمى بعد حماية هدفها لمدة 1054 دقيقة نظيفة.

## روابط خارجية
- هوب سولو على موقع IMDb (الإنجليزية)
- هوب سولو على موقع قاعدة بيانات الفيلم (الإنجليزية)
- هوب سولو على موقع الاتحاد الدولي (مؤرشف)  (الإنجليزية)
- هوب سولو على موقع الاتحاد الأوربي (الإنجليزية)
- هوب سولو على موقع قاعدة بيانات كرة القدم.إي يو (الإنجليزية)
- هوب سولو على موقع ليكيب (الفرنسية)
- هوب سولو على موقع Soccerway.com (الإنجليزية)
- هوب سولو على موقع اللجنة الأولمبية الدولية (الإنجليزية)
- هوب سولو على موقع أوليمبيديا (الإنجليزية)
- هوب سولو على موقع اللجنة الأولمبية والبارالمبية الأمريكية (الإنجليزية)